# Rạch Vàm Lẽo
Rạch Vàm Lẽo (tên khác: Rạch Cà Mau) là một con sông đổ ra Sông Bạc Liêu. Sông có chiều dài 38 km và diện tích lưu vực là km². Rạch Vàm Lẽo chảy qua các tỉnh Bạc Liêu, Sóc Trăng.